# 6209 Schwaben
För andra betydelser, se Schwaben (olika betydelser).
6209 Schwaben eller 1990 TF4 är en asteroid i huvudbältet som upptäcktes den 12 oktober 1990 av de båda tyska astronomen Freimut Börngen och Lutz D. Schmadel vid Tautenburg-observatoriet. Den är uppkallad efter den historiska tyska regionen Schwaben.
Asteroiden har en diameter på ungefär 5 kilometer och den tillhör asteroidgruppen Nysa.